# Oscar Mina
Oscar Mina (San Marino, 24 settembre 1958) è un politico sammarinese.
Mina è stato eletto presso il Consiglio Grande e Generale nelle file del Partito Democratico Cristiano Sammarinese nel 2006.
È stato Capitano reggente, nel semestre iniziato il 1º aprile 2009, assieme a Massimo Cenci e poi dal 1º aprile 2022 con Paolo Rondelli.